# Albert Toro
Albert Toro (* 23. Oktober 1952 in Bougainville; † 11. Dezember 2019) war ein papua-neuguineischer Schauspieler, Filmregisseur und Politiker.

## Leben und Karriere
Toro wurde am 23. Oktober 1952 in Bougainville geboren. Er trat 1984 in Tukana: Husat i Asua? als Hauptdarsteller, Drehbuchautor und Regisseur auf. Außerdem war er auch Mitschöpfer von Warriors in Transit. Toro wurde 2018 nach einer Wahl 2018 als Nachfolger von Raopos Apou Tepaia in das Repräsentantenhaus von Bougainville gewählt. Toro starb am 11. Dezember 2019.

## Filmografie
- 1984: Tukana: Husat i Asua? (Film)
- 1992: Warriors in Transit (Fernsehserie)